# Kanton Saint-Symphorien
Der Kanton Saint-Symphorien war bis zu seiner Auflösung 2015 ein französischer Wahlkreis im Arrondissement Langon, im Département Gironde und in der Region Aquitanien; sein Hauptort war Saint-Symphorien, Vertreter im Generalrat des Départements war zuletzt von 2004 bis 2015 Philippe Carreyre. 
Der die Wahlberechtigten aus siebe Gemeinden umfassende  Kanton war 328,18 km² groß und hatte (1999) 5093 Einwohner (Stand: 2012).

## Gemeinden
| Gemeinde              | Einwohner Jahr | Fläche km² | Bevölkerungsdichte | Postleitzahl | Code INSEE |
| --------------------- | -------------- | ---------- | ------------------ | ------------ | ---------- |
| Balizac               | 481 (2013)     | –          | – Einw./km²        | 33730        | 33026      |
| Hostens               | 1360 (2013)    | –          | – Einw./km²        | 33125        | 33202      |
| Louchats              | 722 (2013)     | –          | – Einw./km²        | 33125        | 33251      |
| Origne                | 183 (2013)     | –          | – Einw./km²        | 33113        | 33310      |
| Saint-Léger-de-Balson | 335 (2013)     | –          | – Einw./km²        | 33113        | 33429      |
| Saint-Symphorien      | 1806 (2013)    | –          | – Einw./km²        | 33113        | 33484      |
| Le Tuzan              | 257 (2013)     | –          | – Einw./km²        | 33125        | 33536      |

## Bevölkerungsentwicklung
| 1962 | 1968 | 1975 | 1982 | 1990 | 1999 |
| ---- | ---- | ---- | ---- | ---- | ---- |
| 2324 | 3090 | 2937 | 3128 | 3318 | 3526 |